# Alexander Fiske-Harrison
Alexander Rupert Fiske-Harrison (Londres, Inglaterra; 22 de julio de 1976) es un escritor, periodista y actor británico que se hizo aficionado de los toros después del entrenamiento como torero para la investigación de su libro premiado —en idioma inglés—, Into The Arena: The World Of The Spanish Bullfight, y su blog The Last Arena: In Search Of The Spanish Bullfight —que es parcialmente disponible en español como La última arena: En busca de la corrida de toros—. A causa de su combinación de trabajo práctico y teórico en el mundo de los toros, fue llamado por The Times de Londres «el Torero filósofo» y «el Gentleman inglés» que un día se convirtió en un experto del toreo, por la revista ¡Hola!. Sus ficciones han sido preseleccionadas tres veces para Le Prix International Hemingway.

## Biografía
Es el hijo más joven de un banquero de inversión de la City de Londres, y descendiente de una familia de ingleses, los Fiskes, que llegó a la región británica de Anglia Oriental como vikingos en 991 a. C. en la batalla de Maldon. Es también un descendiente directo de Margaret Plantagenet, condesa de Salisbury, hija de Jorge de Clarence y hermana mayor del rey Ricardo III. Ella fue el último miembro legítimo de la Casa Real de Plantagenet, fue matada por su primo —el rey Enrique VIII— y beatificada por el papa como un mártir de la Iglesia católica. Su abuelo materno fue el conde Ricardo de Warwick, el famoso «Hacedor de Reyes».
Fue educado en Eton y las universidades de Oxford y Londres en biología y filosofía. Escribe para, entre otros, The Times, The New York Times, Financial Times, las revistas GQ, y The Spectator, y ha participadoe en CNN, BBC, Al Jazeera, NPR —radio pública estadounidense—, y ABC Radio National —radio pública australiana—.
Aprendió y practicó la tauromaquia con el aficionado taurino Adolfo Suárez Illana —hijo del expresidente español Adolfo Suárez—, así también, con sus amigos Juan José Padilla, Cayetano Rivera Ordóñez y Eduardo Dávila Miura. Su aparición más notable fue al matar un toro bravo de la ganadería Saltillo de Moreno de la Cova en una festival, enfrente de toreros, ganaderos y los maestrantes de Sevilla y de Ronda.
Ha dado una conferencia sobre la tauromaquia en la Universidad de Sevilla, que se habla en la cultura de los toros para el embajador de España en el Reino Unido, Federico Trillo, en el Reform Club en Londres, y aceptó un premio por la divulgación de los encierros de toros en Cuéllar, Castilla y León —que tiene los encierros más antiguos de España— y es uno del «runners team del mundo» del 7del7 en Pamplona.
Fiske-Harrison está comprometido para casarse con Klarina Pichler, una jugadora de polo profesional de Austria y capitana de 'Las Sacras Romanas', un equipo internacional de polo. Ella es descendiente del Barón Leonhard Pichler von Weitenegg de la antigua nobleza suaba, Señor de Hornstein y Seibersdorf, y Consejera de la Sala de la Corte del Emperador del Sacro Imperio Romano Germánico Fernando I de Habsburgo.

## Galería

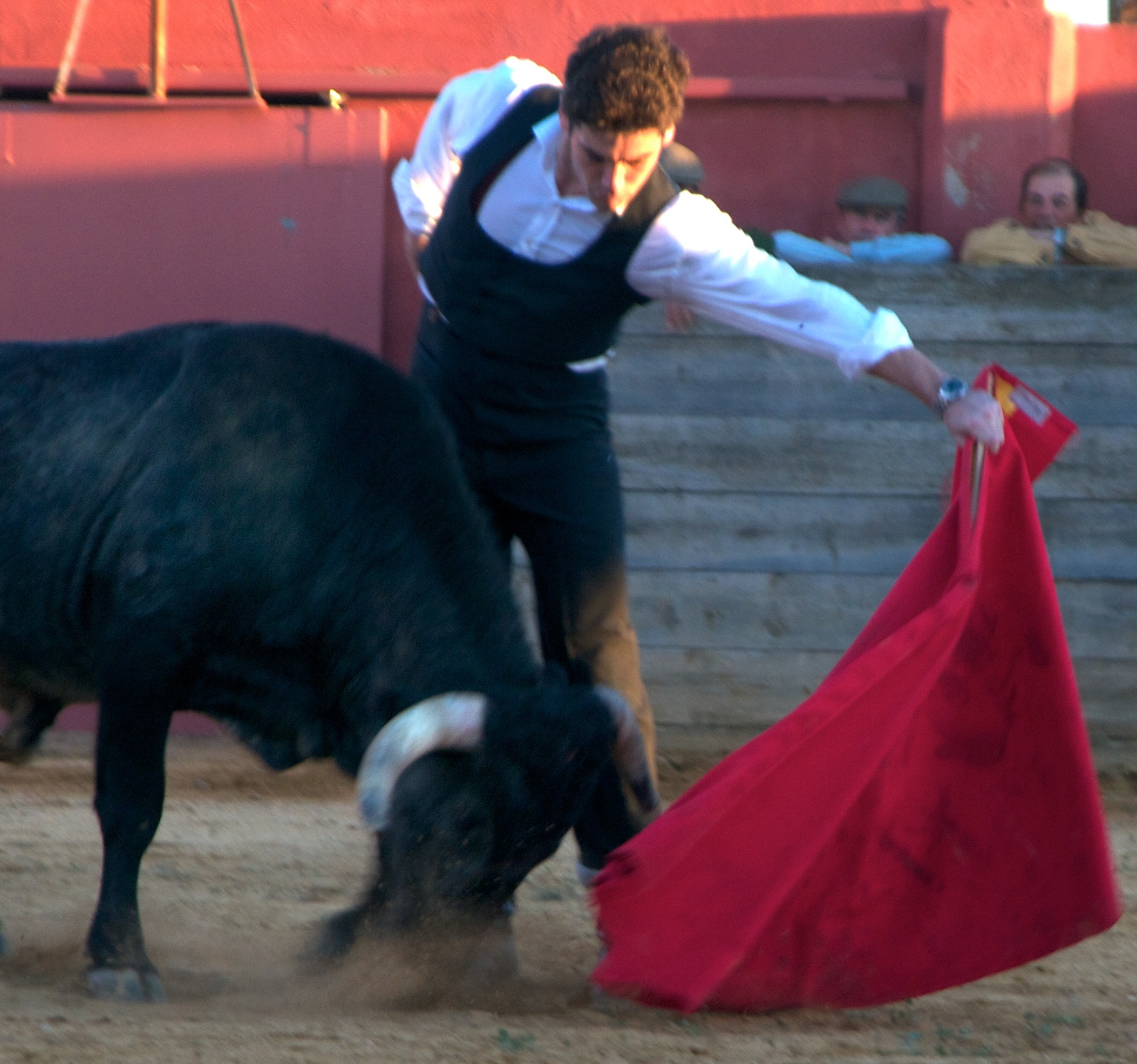
Fiske-Harrison toreando un toro de Saltillo, el 5 de noviembre, 2010.
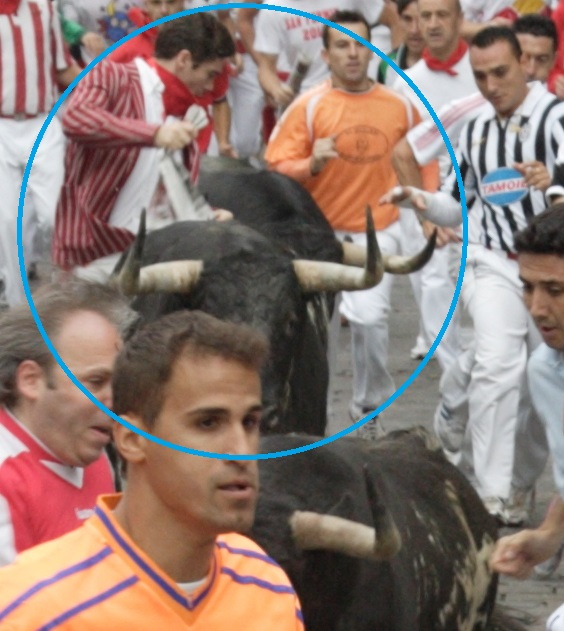
Fiske-Harrison, corriendo entre dos toros de Torrestrella en calle Estafeta en Pamplona, el 7 julio, 2011, en la chaqueta roja.